# Homôľka (906,6 m n. m.)
Homôľka (906,6 m n. m.) je vrch v Strážovských vrších, nacházející se východně od Dolní Poruby.
Pod vrchem se nachází stejnojmenný horský přechod na silnici II/574, která vrch z velké části lemuje.